# San Mateo Nejápam
San Mateo Nejápam är en kommunhuvudort i Mexiko.   Den ligger i kommunen San Mateo Nejápam och delstaten Oaxaca, i den sydöstra delen av landet, 210 km söder om huvudstaden Mexico City. San Mateo Nejápam ligger 1 355 meter över havet och antalet invånare är 1 009.
Terrängen runt San Mateo Nejápam är kuperad, och sluttar söderut. Runt San Mateo Nejápam är det glesbefolkat, med 11 invånare per kvadratkilometer. Närmaste större samhälle är Alpoyeca, 10,0 km väster om San Mateo Nejápam. Omgivningarna runt San Mateo Nejápam är en mosaik av jordbruksmark och naturlig växtlighet.